# Garris
Pour les articles homonymes, voir Garris.
Garris [ɡaʁis] (en basque: Garrüze) est une commune française, située dans le département des Pyrénées-Atlantiques en région Nouvelle-Aquitaine.
Le gentilé est Garrüztar.

## Géographie

### Localisation
La commune de Garris se trouve dans le département des Pyrénées-Atlantiques, en région Nouvelle-Aquitaine.
Elle se situe à 90 km par la route de Pau, préfecture du département, à 51 km de Bayonne, sous-préfecture, et à 2,8 km de Saint-Palais, bureau centralisateur du canton du Pays de Bidache, Amikuze et Ostibarre dont dépend la commune depuis 2015 pour les élections départementales.
La commune fait en outre partie du bassin de vie de Saint-Palais.
Les communes les plus proches sont : 
Luxe-Sumberraute (1,3 km), Amendeuix-Oneix (1,9 km), Saint-Palais (2,7 km), Béguios (2,8 km), Aïcirits-Camou-Suhast (3,1 km), Beyrie-sur-Joyeuse (3,7 km), Gabat (3,8 km), Béhasque-Lapiste (4,6 km).
Sur le plan historique et culturel, Garris fait partie de la province de la Basse-Navarre, un des sept territoires composant le Pays basque,. La Basse-Navarre en est la province la plus variée en ce qui concerne son patrimoine, mais aussi la plus complexe du fait de son morcellement géographique. Depuis 1999, l'Académie de la langue basque ou Euskalzaindia divise la Basse-Navarre en six zones,. La commune est dans le Pays de Mixe (Amikuze), au nord-est de ce territoire.

### Communes limitrophes
Les communes limitrophes sont Amendeuix-Oneix et Luxe-Sumberraute.
|                  |        |                 |
| Luxe-Sumberraute | Garris | Amendeuix-Oneix |
|                  |        |                 |

### Hydrographie

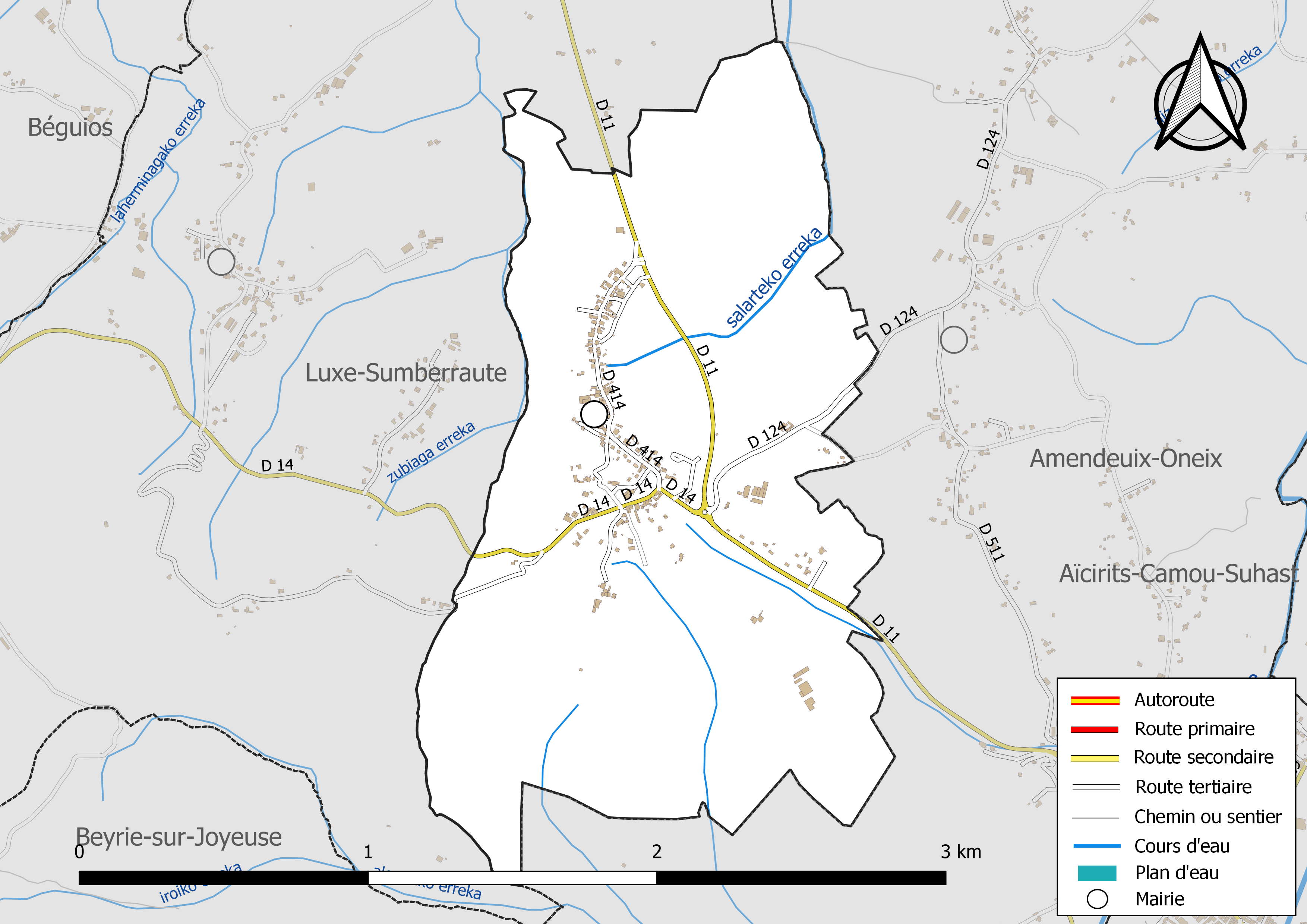
Réseaux hydrographique et routier de Garris.

La commune est drainée par salarteko erreka, zubiaga erreka et par divers petits cours d'eau, constituant un réseau hydrographique de 3 km de longueur totale,.

### Climat
Pour des articles plus généraux, voir Climat de la Nouvelle-Aquitaine et Climat des Pyrénées-Atlantiques.
Historiquement, la commune est exposée à un micro climat océanique basque.  
En 2020, Météo-France publie une typologie des climats de la France métropolitaine dans laquelle la commune est exposée à un climat de montagne et est dans la région climatique Pyrénées atlantiques, caractérisée par une pluviométrie élevée (>1 200 mm/an) en toutes saisons, des hivers très doux (7,5 °C en plaine) et des vents faibles.
Pour la période 1971-2000, la température annuelle moyenne est de 13,7 °C, avec une amplitude thermique annuelle de 13,5 °C. Le cumul annuel moyen de précipitations est de 1 325 mm, avec 12,5 jours de précipitations en janvier et 8,7 jours en juillet. Pour la période 1991-2020, la température moyenne annuelle observée sur la station météorologique la plus proche, située sur la commune d'Aïcirits-Camou-Suhast à 3 km à vol d'oiseau, est de 14,3 °C et le cumul annuel moyen de précipitations est de 1 219,1 mm,. Pour l'avenir, les paramètres climatiques de la commune estimés pour 2050 selon différents scénarios d’émission de gaz à effet de serre sont consultables sur un site dédié publié par Météo-France en novembre 2022.

### Milieux naturels et biodiversité
L’inventaire des zones naturelles d'intérêt écologique, faunistique et floristique (ZNIEFF) a pour objectif de réaliser une couverture des zones les plus intéressantes sur le plan écologique, essentiellement dans la perspective d’améliorer la connaissance du patrimoine naturel national et de fournir aux différents décideurs un outil d’aide à la prise en compte de l’environnement dans l’aménagement du territoire.
Une ZNIEFF de type 1 est recensée sur la commune, : 
les « pelouses calcicoles de Garris » (6,01 ha), couvrant 2 communes du département.

## Urbanisme

### Typologie
Au 1er janvier 2024, Garris est catégorisée commune rurale à habitat dispersé, selon la nouvelle grille communale de densité à sept niveaux définie par l'Insee en 2022.
Elle est située hors unité urbaine. Par ailleurs la commune fait partie de l'aire d'attraction de Saint-Palais, dont elle est une commune de la couronne,. Cette aire, qui regroupe 25 communes, est catégorisée dans les aires de moins de 50 000 habitants,.

### Occupation des sols

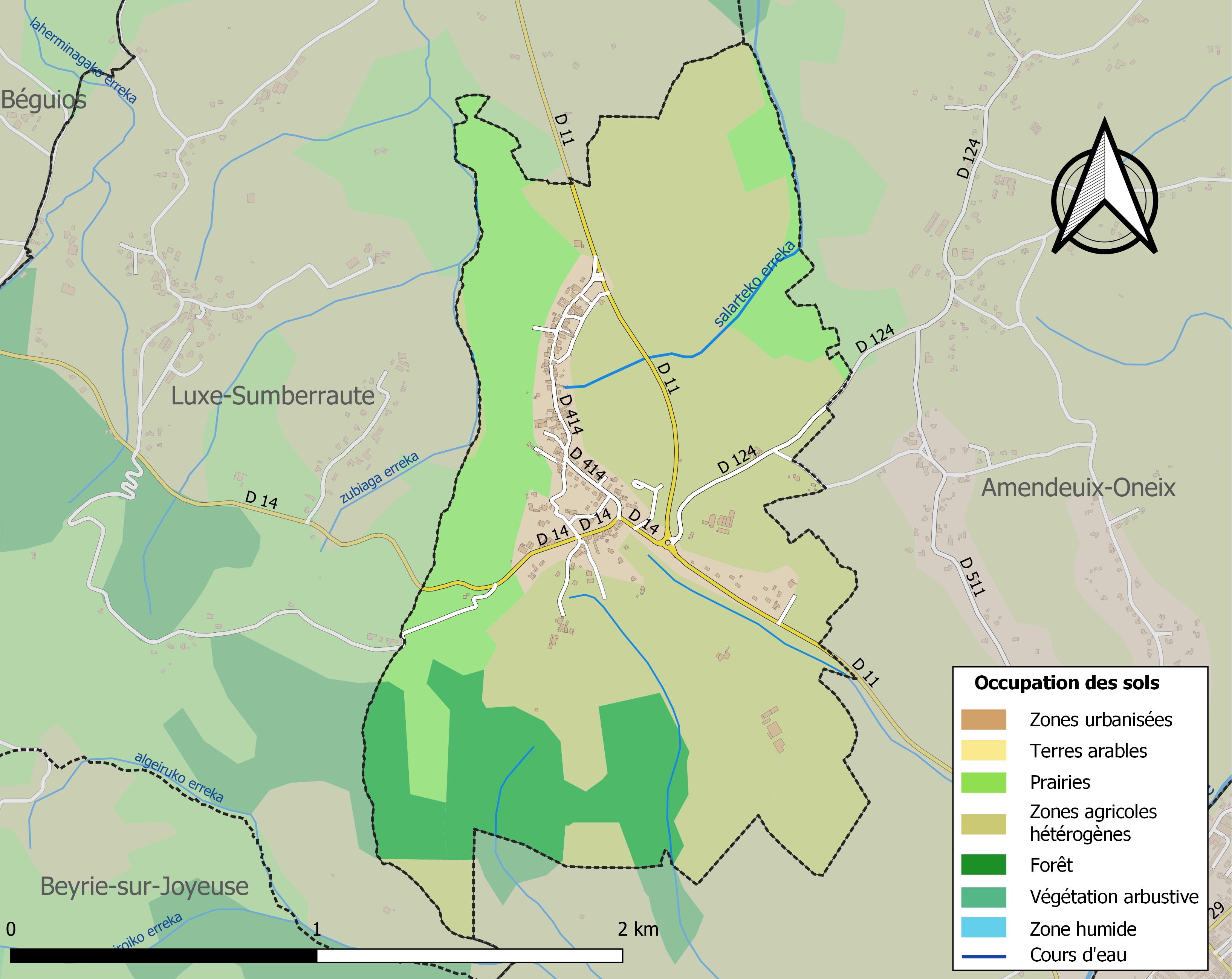
Carte des infrastructures et de l'occupation des sols de la commune en 2018 (CLC).

L'occupation des sols de la commune, telle qu'elle ressort de la base de données européenne d’occupation biophysique des sols Corine Land Cover (CLC), est marquée par l'importance des territoires agricoles (78 % en 2018), en diminution par rapport à 1990 (79,4 %). La répartition détaillée en 2018 est la suivante : 
zones agricoles hétérogènes (57,5 %), prairies (20,5 %), forêts (13,5 %), zones urbanisées (8,5 %). L'évolution de l’occupation des sols de la commune et de ses infrastructures peut être observée sur les différentes représentations cartographiques du territoire : la carte de Cassini (XVIIIe siècle), la carte d'état-major (1820-1866) et les cartes ou photos aériennes de l'IGN pour la période actuelle (1950 à aujourd'hui).

### Voies de communication et transports
Garris est desservie par les routes départementales D 11, D 14 et D 124.

### Risques majeurs
Le territoire de la commune de Garris est vulnérable à différents aléas naturels : météorologiques (tempête, orage, neige, grand froid, canicule ou sécheresse), feux de forêts et séisme (sismicité moyenne). Un site publié par le BRGM permet d'évaluer simplement et rapidement les risques d'un bien localisé soit par son adresse soit par le numéro de sa parcelle.
Garris est exposée au risque de feu de forêt. En 2020, le premier plan de protection des forêts contre les incendies (PDPFCI) a été adopté pour la période 2020-2030. La réglementation des usages du feu à l’air libre et les obligations légales de débroussaillement dans le département des Pyrénées-Atlantiques font l'objet d'une consultation de public ouverte du 16 septembre au 7 octobre 2022,.

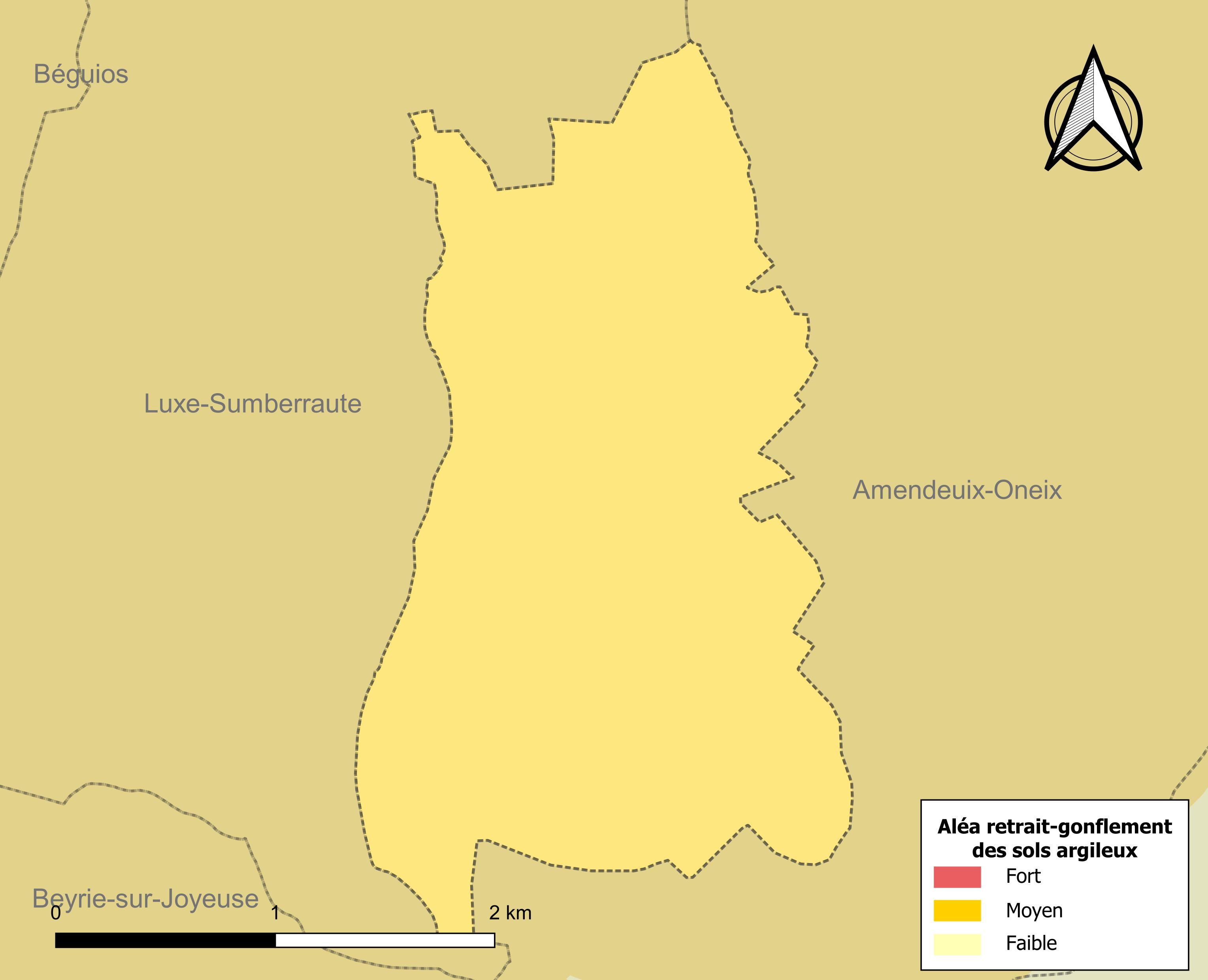
Carte des zones d'aléa retrait-gonflement des sols argileux de Garris.

Le retrait-gonflement des sols argileux est susceptible d'engendrer des dommages importants aux bâtiments en cas d’alternance de périodes de sécheresse et de pluie. La totalité de la commune est en aléa moyen ou fort (59 % au niveau départemental et 48,5 % au niveau national). Depuis le 1er octobre 2020, en application de la loi ELAN, différentes contraintes s'imposent aux vendeurs, maîtres d'ouvrages ou constructeurs de biens situés dans une zone classée en aléa moyen ou fort,.
La commune a été reconnue en état de catastrophe naturelle au titre des dommages causés par les inondations et coulées de boue survenues en 2009.

## Toponymie

### Attestations anciennes
Le toponyme Garris apparaît sous les formes Garris (1119 et 1249), 
Sanctus Felix de Garris (XIIIe siècle, collection Duchesne volume CXIV), 
Garritz (1249), 
Garriz (1264), 
Castieyllo de Guarriz (1326, titres de Navarre), 
Guarriz (1350), 
la biele de Garris (1413), 
Garriis (1472, notaires de Labastide-Villefranche),
Garritze (1508, chapitre de Bayonne) et
Garris (1650).
Le village est parfois confondu avec Carasa, ville romaine de l'itinéraire d'Antonin, cette affirmation étant constestée.

### Étymologie
Jean-Baptiste Orpustan indique que Garris signifie 'arête rocheuse'.

### Graphie basque
Son nom basque actuel est Garrüze.
Au XIXe siècle, Paul Raymond indique la forme Garruce.

## Histoire
En 1790, Garris fut le chef-lieu d'un canton dépendant du district de Saint-Palais, et comprenant les communes d'Amorots-Succos, Arraute-Charritte, Béguios, Beyrie, Garris, Labets-Biscay, Luxe-Sumberraute, Masparraute et Orègue.
La commune fut rattachée à Saint-Palais du 1er janvier 1967 au 1er janvier 1997.

## Héraldique
| Blason | Blasonnement : D'argent à trois sangliers de sable. |

## Politique et administration

### Liste des maires
| Période                                  | Période  | Identité          | Étiquette | Qualité |
| ---------------------------------------- | -------- | ----------------- | --------- | ------- |
| 2001                                     | 2008     | Noël Chohobigarat |           |         |
| 2008                                     | 2014     | François Ladeuix  |           |         |
| 2014                                     | En cours | Gérard Bidegain   |           |         |
| Les données manquantes sont à compléter. |          |                   |           |         |

### Intercommunalité
Garris participe à six groupements intercommunaux :
- la communauté d'agglomération du Pays Basque ;
- le syndicat AEP du pays de Mixe ;
- le syndicat d’assainissement collectif de Saint-Palais ;
- le syndicat d’énergie des Pyrénées-Atlantiques ;
- le syndicat intercommunal de regroupement pédagogique « Ikas Bidea » ;
- le syndicat intercommunal pour le fonctionnement des écoles d’Amikuze.

### Politique environnementale
Dans son palmarès 2023, le Conseil national de villes et villages fleuris de France a attribué une fleur à la commune.

## Population et société

### Démographie
Le recensement à caractère fiscal de 1412-1413, réalisé sur ordre de Charles III de Navarre, comparé à celui de 1551 des hommes et des armes qui sont dans le présent royaume de Navarre d'en deçà les ports, révèle une démographie en forte croissance. Le premier indique à Garris la présence de 64 feux, le second de 68 feux.
L'évolution du nombre d'habitants est connue à travers les recensements de la population effectués dans la commune depuis 1793. Pour les communes de moins de 10 000 habitants, une enquête de recensement portant sur toute la population est réalisée tous les cinq ans, les populations de référence des années intermédiaires étant quant à elles estimées par interpolation ou extrapolation. Pour la commune, le premier recensement exhaustif entrant dans le cadre du nouveau dispositif a été réalisé en 2006.

En 2022, la commune comptait 317 habitants, en évolution de +10,84 % par rapport à 2016 (Pyrénées-Atlantiques : +3,78 %, France hors Mayotte : +2,11 %).
| 1793 | 1800 | 1806 | 1821 | 1831 | 1836 | 1841 | 1846 | 1851 |
| ---- | ---- | ---- | ---- | ---- | ---- | ---- | ---- | ---- |
| 454  | 396  | 472  | 502  | 509  | 535  | 465  | 469  | 430  |

| 1856 | 1861 | 1866 | 1872 | 1876 | 1881 | 1886 | 1891 | 1896 |
| ---- | ---- | ---- | ---- | ---- | ---- | ---- | ---- | ---- |
| 390  | 391  | 377  | 371  | 343  | 353  | 318  | 302  | 304  |

| 1901 | 1906 | 1911 | 1921 | 1926 | 1931 | 1936 | 1946 | 1954 |
| ---- | ---- | ---- | ---- | ---- | ---- | ---- | ---- | ---- |
| 323  | 323  | 296  | 274  | 246  | 256  | 240  | 254  | 224  |

| 1962 | 1999 | 2006 | 2011 | 2016 | 2021 | 2022 | - | - |
| ---- | ---- | ---- | ---- | ---- | ---- | ---- | - | - |
| 229  | 302  | 282  | 298  | 286  | 305  | 317  | - | - |

## Économie
Garris accueille une foire aux chevaux et aux pottoks le 31 juillet et aux autres bestiaux le 1er août. C'était une foire référence pour le cours de la viande depuis le Moyen Âge dans tout le Grand Sud-Ouest. Instituée au XIIIe siècle sous le régime de la Navarre, la foire est placée sous le patronage de Saint Brice.
La commune fait partie de la zone d'appellation de l'ossau-iraty.

## Culture locale et patrimoine

### Langues
D'après la Carte des Sept Provinces Basques éditée en 1863 par le prince Louis-Lucien Bonaparte, le dialecte basque parlé à Garris est le bas-navarrais oriental.

### Patrimoine religieux
L'église Saint-Félix, au lieu-dit Garris, est mentionnée dès le XIIe siècle. Elle recèle un bénitier surmonté d'une colonne et son chapiteau, datant du XVIIIe siècle et un autel et un retable en bois de la même époque ;

### Le pèlerinage de Compostelle
L'itinéraire moderne de la via Podiensis du pèlerinage de Saint-Jacques-de-Compostelle passe aujourd'hui par Saint-Palais, ville située 3 km plus à l'est qui n'existait pas au XIIe siècle. Il est vraisemblable que le tracé historique de cet itinéraire passait alors par Garris, comme le suggère Aimery Picaud.

## Personnalités liées à la commune
Arnaud de Vivié, seigneur de Bideren et de Campagne, demeurant à Garris, fut député des États généraux de 1789.